# Kako-gawa
Le fleuve Kako (加古川, Kako-gawa) est un fleuve situé dans la préfecture de Hyōgo au Japon.

## Géographie
Le fleuve Kako, long de 96 km, prend sa source à 962 m d'altitude sur les pentes du mont Awaga à Tamba. Il suit un cours orienté du nord vers le sud et traverse les villes de Nishiwaki, Katō et Ono, avant de se jeter dans la mer de Harima entre les villes de Takasago et Kakogawa. 